# 吉田悦蔵
吉田 悦蔵（よしだ　えつぞう、1890年3月9日 (明治23年) - 1942年  (昭和17年)11月21日）は、近江兄弟社グループの三創立者の一人で、超教派プロテスタント信徒伝道者。滋賀県立商業学校の生徒であった14歳のときに、英語教師として着任した24歳のアメリカ人ウィリアム・メレル・ヴォーリズと出会い、感化を受け、キリスト教信者となってヴォーリズのビジョンである近江を「神の国」とする事業達成のため、生涯をヴォーリズのパートナーとして働いた。非聖職者としてのプロテスタント伝道活動のかたわらキリスト教青年会（通称YMCA）、建築設計事務所、結核療養所、家庭薬販売、図書館、女学校などの近江八幡市を中心に置いた事業の創設から運営に関わり、近江ミッション（現在の近江兄弟社）の基盤を作った。

## 経歴
1890年（明治23年）3月9日生まれ。 生家は神戸の油商「吉金商店」で、商売に進むべく13歳のとき滋賀県立商業学校（現滋賀県立八幡商業高等学校）に入学した。二学年目三学期の途中にYMCA派遣英語教師として着任したアメリカ人、ウィリアム・メレル・ヴォーリズに出会い、 彼の人格に感化されて友人らとヴォーリズの家に同居、そこで開かれた聖書研究会（バイブルクラス）を通じてキリスト教に入信した。その年の秋に結成された滋賀県立商業学校学生YMCAの初代幹事となった。
1907年（明治40年）3月に同校を卒業したが、教職の契約を解かれたヴォーリズが近江八幡に留まって伝道を続ける決心に感激し、建てられた直後の八幡基督教青年会館（八幡YMCA会館・現アンドリュース記念館）にヴォーリズと二人で同居して自給自足伝道を始めた。
1908年1月に実家に戻り家業を学んだあと三井物産株式会社兵庫支店に就職した。しかし、ヴォーリズから伝道活動と本格的に始める建築事務所に加わるように誘われ、1910年1月に近江八幡に戻った。その年に一時帰国したヴォーリズは、建築学士のレスター・チェーピンを伴って10月に帰国し、年末に三人で建築設計・監理と建築材料輸入の会社「ヴォーリズ合名会社」を設立した。また主目的である伝道を行う団体を「近江ミッション」（正式和名は近江基督教伝道団、1918年からは近江基督教慈善教化財団、1934年から財団法人近江兄弟社）と名乗り、当初は村田幸一郎（三創立者の一人）、ポール・ウォーターハウス、吉田の実母柳子、同志社牧師の武田猪平、同志社の学生清水安三など数名で滋賀県各地にキリスト教伝道を始めた。
1912年7月に近江ミッションは伝道出版社の湖声社を設立し、ヴォーリズ、武田猪平、村田幸一郎、吉田の連名で月刊誌「湖畔之聲」（現在も続く「湖畔の声」）を創刊した。
同年秋にポール・ウォーターハウスが神学校を卒業し牧師の資格を得て、新婦ベッシーを伴って再来日したのと入れ替わりに吉田はニューヨークの聖書学院に短期留学し聖書を学んだ。修了後の1913年後半に北米YMCA同盟から委嘱されて在米日本人留学生を支援する大学巡回幹事となり各地の大学を回った。同時期に一時帰国していたヴォーリズは、両親と他に若い男女二人の参加を得て日本に戻ることになった。
1914年3月にヴォーリズとその両親、吉田らが帰国し、団員を増やした近江ミッションは成長期に入り、婦人部活動、農村部伝道、とくにモーターボート、ガリラヤ丸を使った琵琶湖西岸や北岸の伝道に力を入れた。当時の社会問題であった肺結核の療養所「近江療養院」を近江八幡につくったのは1915年のことである。
1916年10月、吉田は水戸を中心に伝道をする宣教師ガーネー・ビンフォードの夫人エリザベスの助手をしていた渡邊清野と結婚し、のち一男二女をもうけた。清野は婦人部活動に加わり、ウォーターハウス夫人ベッシー、村田幸一郎夫人友枝、武田猪平夫人俶による西洋的生活様式の普及や幼年期の少女会が始まった。
1918年5月に結核療養所「近江療養院」を開院した際は事務長として義父の渡邊光太を招いた。
1920年に滋賀県内の伝道を一段と強化する資金を確保するため、建築設計から家庭薬メンソレータム等の販売を分離し、近江セールズ株式会社を創業し、吉田は取締役となった。商売経験豊富な佐藤安太郎を採用し、数名で販売を始めた。大胆な新聞広告と拡販資材で徐々に知名度を高めて販売を伸ばし、商圏を台湾、朝鮮半島、中国大陸にも拡げた。急速なメンソレータムの販売増加は女性包装作業者の雇用を生んだが、当時家庭の事情で高等女学校相当の教育を受けられない子女が多い状況をみて、ドイツのアルバイトシューレに発想を得て、午前に学習し午後に労作をする五年制の近江勤労女学校（1935年に近江兄弟社女学校と改称）を1933年4月開校し、吉田自らが校長となった。これがこんにちの学校法人ヴォーリズ学園の中等教育の基礎となっている。また近江セールズですでにフルタイムで働いている女性にも教育機会を与えるため向上学園という教育プログラムを始めた。
1937年6月に同志社の理事に就任した。当時軍部からの圧力で同志社は存亡の危機にあり、キリスト教の危機と感じて事態打開に向けた就任だった。
1940年になると国の戦時体制への移行と、ヴォーリズの国籍問題が浮上していたため吉田は近江兄弟社の理事長をヴォーリズから引き継いだ。ただ新体制においては事業を続ける限り宗教との分離が必要となり、伝道と宗教的儀式を組合教会へ移管せねばならなくなった。一方、吉田は近江八幡市民に開かれた事業が少なかったことへの反省から近江兄弟社図書館を開設し、自ら図書館長となった。翌年滋賀県になかった日本図書館協会滋賀支部設立に動き、支部長となった。しかし糖尿病を患い、肺炎を併発し、1942年11月21日に52歳で世を去った。その翌日社葬が行われた。

## 役職
近江兄弟社理事長、近江セールズ株式会社取締役、近江兄弟社女学校校長、近江兄弟社図書館長、YMCA同盟理事、 同志社理事、 組合教会理事、 滋賀県図書館協会長、 滋賀県社会教育委員などを歴任、 彦根高等商業学校 （現滋賀大学経済学部） と滋賀県立商業学校（現滋賀県立八幡商業高等学校）で一時期英語講師を務めた。

## 年譜
- 1890年　3月9日　神戸市兵庫永澤町で父井上久助母柳子の長男として生まれる。
- 1903年　小学校高等科を1年特進で卒業し、滋賀県蒲生郡八幡町の商人養成学校である滋賀県立商業学校に13歳で入学。
- 1905年　2月4日 YMCA派遣英語教師ウィリアム・メレル・ヴォーリズの授業を初めて受け、間もなく聖書研究会に入会する。
- 1905年　9月に牧野虎次より洗礼を受ける
- 1906年　吉田家の分家であった井上姓から吉田姓に変わる。
- 1907年　同商業学校を卒業したが、同校教職員契約を解かれたヴォーリズが町内に会館したばかりの八幡YMCA会館に留まることを知り、二人で入居し活動を始めた。
- 1908年　商売の実践を学ぶため実家に戻り吉金商店で働いたが、10月に三井物産株式会社兵庫支店に就職する。
- 1910年　1月、ヴォーリズの伝道と建築の仕事に加わることに決め、三井物産株式会社を退職した。同年12月27日、ヴォーリズ、レスター・G・チェーピンと三人で「ヴォーリズ合名会社」を立ち上げる。一方の伝道は「近江ミッション（近江基督教伝道団）」に分けた。
- 1912年　ヴォーリズ、村田幸一郎、武田猪平、吉田で伝道月刊誌「湖畔の声」（湖畔之聲）を発刊する。同年末よりニューヨークのW. W. Whiteの聖書学院に留学する
- 1913年　北米YMCA同盟の委嘱を受け北米大学日本人学生巡回幹事となる。同年6月ころ本人を含むヴォーリズ合名会社の面々で設計した自宅（滋賀県指定有形文化財）を近江八幡の池田町に建てる。（時期を並行して隣にウォーターハウス夫妻の住宅、安土村に伊庭慎吉の住宅（旧伊庭家住宅）が建てられた。）
- 1914年　ヴォーリズやヴォーリズの両親などと共に帰国し伝道活動を再開。琵琶湖西部と北部に伝道をするためモーターボートのガリラヤ丸を進水する。
- 1916年　水戸の宣教師夫人エリザベス・ビンフォードの助手を務めていた渡邊清野と結婚する。
- 1917年　近江ミッションの母とヴォーリズが呼んだ母吉田柳子が亡くなる。
- 1919年　英語力を買われブックマンの百回講演会の通訳をなす
- 1920年　メンソレータム販売会社近江セールズ株式会社を設立し、取締役となる。
- 1923年　警醒社より『近江の兄弟ヴォーリズ等』を発刊。極東オリンピックで秩父宮と海外賓客との通訳となる。
- 1924年　彦根高等商業学校の商業英語講師となるが、多忙のため一年間のみとなる。
- 1925年　近江ミッションハンドブック草稿をまとめる。
- 1926年　八日市飛行隊の英語講師となる。このころからメンソレータム類似商標訴訟に取り組む。春秋社より「湖畔聖話」を発刊。
- 1928年　滋賀県立八幡商業学校の英語講師となる。春秋社より「ナザレのイエス」を発刊。
- 1933年　近江勤労女学校を開校し校長となる。妻清野は料理教室などを統合し「近江家政塾」を開き、塾長となる。
- 1935年　春秋社より「湖畔日月」を発刊。　渡米中の年末に盲腸炎になり入院し手術を受けるが、当時新開発の抗生剤注射で九死に一生を得る。
- 1937年　同志社解体問題をキリスト教の危機ととらえ解決に動く。その後同志社理事に選任される。
- 1938年　同志社理事を再任される。
- 1939年　春秋社より『マルコの伝へしイエス物語』を発刊。
- 1940年　ヴォーリズの帰化問題解決に動く。国家非常時体制への移行のため近江兄弟社の伝道所を日本組合基督教会に移管するとともに近江兄弟社新体制をつくり理事長となる。自らの蔵書を中心として近江兄弟社図書館を開き市民に開放する。
- 1941年　日本図書館協会の滋賀県支部を設立し支部長に就任する。
- 1942年　11月21日死去。　翌22日に近江兄弟社社葬が行われた。

## 著書
- 『近江の兄弟ヴォーリズ等』警醒社、1926年より春秋社、1930年より湖声社、1923年（大正12年） エラー: 日付が正しく記入されていません。（説明）。
- 『近江ミッションハンドブック草稿』近江ミッション図書、1925年（大正14年） エラー: 日付が正しく記入されていません。（説明）。
- 『湖畔聖話』春秋社、1926年（大正15年） エラー: 日付が正しく記入されていません。（説明）。
- 『ナザレのイエス』春秋社、1928年（昭和3年） エラー: 日付が正しく記入されていません。（説明）。
- ウィリアム・メレル・ヴォーリズ 著、吉田悦蔵 訳『一粒の信仰』春秋社、1930年（昭和5年）2月2日 エラー: 日付が正しく記入されていません。（説明）。
- 『湖畔日月』近江兄弟社、1935年（昭和10年） エラー: 日付が正しく記入されていません。（説明）。
- 『近江兄弟社に就いて』湖畔プレス、1937年（昭和12年） エラー: 日付が正しく記入されていません。（説明）。
- 『マルコの伝へしイエス物語』近江兄弟社通信学会、1939年（昭和14年） エラー: 日付が正しく記入されていません。（説明）。